# (7335) 1989 JA
(7335) 1989 JA — каменистый астероид диаметром в районе 1 км. Он был открыт 1 мая 1989 года американским астрономом Элеонорой Хелин в Паломарской обсерватории и классифицирован как астероид, сближающийся с Землёй. 27 мая 2022 года произошло сближение астероида с Землёй на расстоянии 0.027 а.е.; несколькими днями ранее оптическими и радио-наблюдениями был обнаружен его спутник.

## Орбита
Этот астероид спектрального класса S обращается вокруг Солнца с периодом в 861 день. Перигелий равен 0,9 а. е., афелий — 2,6 а. е., эксцентриситет — 0,48 и наклонение — 15 градусов относительно плоскости эклиптики.

## Физические характеристики
Во время открытия в мае 1989 года радио-наблюдения (7335) 1989 JA показали, что его период обращения вокруг своей оси составляет менее 12 часов. Согласно исследованию, проведённому NASA, астероид имеет диаметр 0,93 километра и высокое альбедо 0.31—0.32. По данным Coloborative Asteroid Lightcurve Link, стандартное альбедо каменистых астероидов — 0.20, а диаметр (7335) 1789 JA — 1,17 км.

## Название
Астероид не имеет собственного имени.